# Stosunki Szwajcarii z Unią Europejską

Lokalizacja Szwajcarii na tle państw należących do Unii Europejskiej

Stosunki dwustronne Szwajcaria – Unia Europejska. Szwajcaria jest jednym z najważniejszych partnerów handlowych Wspólnoty Europejskiej, współpracuje z nią w wielu kwestiach, ale konsekwentnie, zgodnie z polityką neutralności, a nawet izolacjonizmu, odrzuca możliwość członkostwa w Unii Europejskiej czy nawet w Europejskim Obszarze Gospodarczym. Rozwój wzajemnych stosunków stanowi przykład postępów w dziedzinie europeizacji życia społecznego. Zgodnie z umowami z 1999 roku Szwajcaria zobowiązała się do minimalnego wprowadzania postanowień acquis communautaire. Od 1960 roku jest również członkiem Europejskiego Stowarzyszenia Wolnego Handlu, a od 1963 członkiem Rady Europy.

## Wniosek o członkostwo w EOG
W maju 1992 roku rząd Szwajcarii i Unia Europejska osiągnęły porozumienie w sprawie członkostwa Szwajcarii w Europejskim Obszarze Gospodarczym. Jednak w grudniu 1992 roku społeczeństwo szwajcarskie w referendum odrzuciło porozumienie. W związku z tym zaprzestano dalszych rozważań na temat potencjalnego członkostwa w Unii Europejskiej.

## Porozumienia dwustronne 1999
21 czerwca 1999 podpisano siedem umów sektorowych, które weszły w życie 1 czerwca 2002 roku i dotyczyły:
- swobody przemieszczania się – z chwilą podpisania umowy obywatele otrzymali prawo przemieszczania się i podejmowania pracy w regionach przygranicznych do 20 km; okres przejściowy – 12 lat do 2011;
- transportu lotniczego;
- transportu lądowego;
- współpracy naukowo-technicznej;
- zamówień publicznych;
- handlu produktami rolnymi;
- wzajemnego uznawania standardów i ocen zgodności.

W wyniku tych porozumień Szwajcaria zobowiązała się do adaptacji zarówno części prawa wspólnotowego, jak i opłaty zwanej składką solidarnościową (ang. solidarity contribution).

## Referendum 2001
Inicjatywa „Yes to Europe!” postulowała natychmiastowe rozpoczęcie negocjacji akcesyjnych z Unią Europejską, jednak 4 marca 2001 Szwajcarzy w referendum ponownie odrzucili wizję członkostwa w UE.

## Porozumienia dwustronne 2004
Negocjacje drugiego etapu dwustronnych umów Komisja Europejska – Rada Związkowa trwały od lipca 2001 do 25 czerwca 2004 roku, tego dnia parafowano dziewięć umów. Siedem tematów zamknięto stosunkowo szybko, jednak rozwiązania dla dwóch – przestępstwa finansowe oraz Schengen/Dublin – znaleziono dopiero w ostatniej chwili, po długich debatach poświęconych określeniu zakresu szwajcarskiej tajemnicy bankowej. Negocjacje w przedmiocie liberalizacji obrotu usługami zostały – w związku ze znaczną liczbą wciąż nieuzgodnionych kwestii – wyłączone z II serii umów dwustronnych w marcu 2003 roku i będą kontynuowane oddzielnie w okresie późniejszym.
Dzięki temu porozumieniu Szwajcaria jest również sygnatariuszem układu z Schengen. 5 czerwca 2005 roku Szwajcarzy w referendum opowiedzieli się za wejściem w życie wynegocjowanego porozumienia. Kraj stał się członkiem układu 12 grudnia 2008 roku. Otwarcie granic lądowych miało miejsce 12 grudnia 2008 r. Otwarcie granic na lotniskach nastąpiło 29 marca 2009.
Szwajcarię łączy z UE ponad 120 sektorowych traktatów dwustronnych, zawierających praktycznie te same przepisy, co w przypadku prawodawstwa przyjętego przez państwa EOG w zakresie swobody przepływu osób, towarów, usług i kapitału.

### Udział w pozostałych projektach, programach i inicjatywach UE
Szwajcaria uczestniczy we wspólnotowych programach kulturalnych i edukacyjnych:
- Socrates II, Leonardo da Vinci II, Youth, Erasmus;
- MEDIA.

## Opinia publiczna
Najnowsze badania z maja 2012 roku wykazały, że 82 procent badanych jest przeciwko przystąpieniu Szwajcarii do UE.